# Asteasu
Asteasu é um município da Espanha na província de Guipúzcoa, comunidade autónoma do País Basco, de área 16,76 km² com população de 1456 habitantes (2007) e densidade populacional de 86,87 hab./km².

## Demografia
| Variação demográfica do município entre 1991 e 2004 | Variação demográfica do município entre 1991 e 2004 | Variação demográfica do município entre 1991 e 2004 | Variação demográfica do município entre 1991 e 2004 |
| --------------------------------------------------- | --------------------------------------------------- | --------------------------------------------------- | --------------------------------------------------- |
| 1991                                                | 1996                                                | 2001                                                | 2004                                                |
| 1205                                                | 1192                                                | 1290                                                | 1346                                                |